# Nicola Zanichelli
Nicola Zanichelli (Modena, 7 novembre 1819 – Bologna, 7 giugno 1884) è stato un editore italiano, fondatore dell'omonima casa editrice a Modena nel 1859.

## Biografia
Nato a Modena da una famiglia di modeste origini, Nicola Zanichelli viene mandato dal padre a fare l'apprendista presso il legatore di libri Garruti. È in questo contesto che Nicola inizia a formarsi come autodidatta, avendo dovuto abbandonare la scuola a dieci anni. 
A vent'anni passa al servizio del libraio antiquario e negoziante di stampa Luppi, dove resterà per 4 anni.

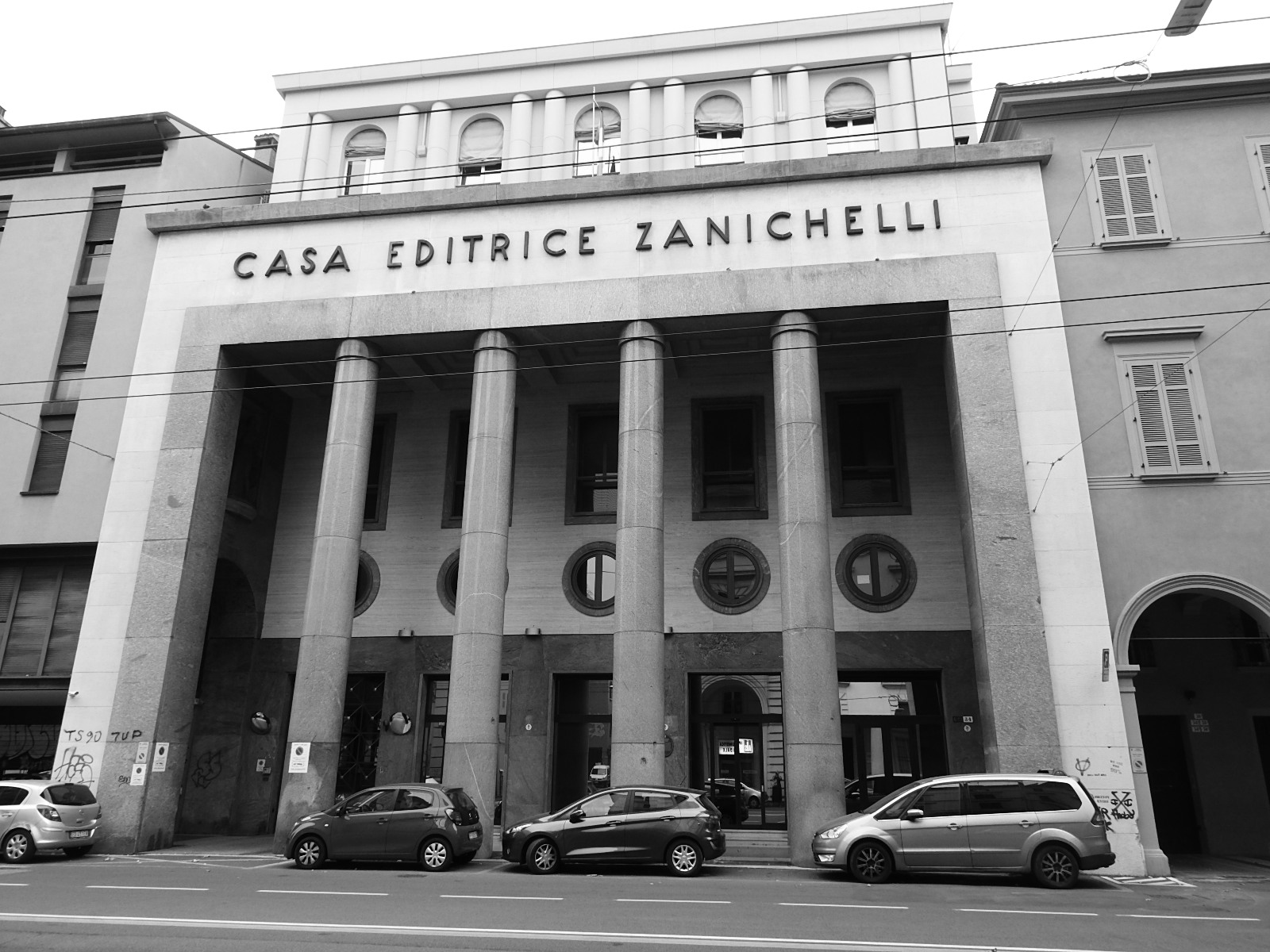
La sede della casa editrice Zanichelli

Nel 1843 riesce ad acquistare con alcuni soci la libreria Vincenzi e Nipoti sotto il portico del Collegio. Tra i soci particolarmente importante sarà Giacinto Menozzi (avvocato reggiano, che nel 1871 sarebbe diventato aiuto-bibliotecario del Senato), il quale lo introduce alle letture liberali e patriottiche. La libreria diviene un luogo di ritrovo degli oppositori del Duca Francesco V e subisce diverse 'visite' da parte della polizia a causa dei libri vietati che vi circolano.
A cavallo della rivoluzione del 1848 Zanichelli promuoverà uno di seguito all'altro due giornali patriottici L'indipendenza italiana e Il Vessillo italiano. L'attività di editore giornalistico riprenderà all'indomani dell'unità nazionale con la fondazione de Il Panaro nel 1862, settimanale e poi quotidiano di tendenze moderate e cavouriane, particolarmente impegnato nella battaglia per l'alfabetizzazione e l'ammodernamento del sistema scolastico, ma anche contro il potere dell'aristocrazia clericale nella città.
La svolta nella vita professionale di Zanichelli arriva nel 1866 con l'acquisto della libreria Marsigli e Rocchi a Bologna, sotto il portico del Pavaglione, vicino all'Archiginnasio e quindi al cuore pulsante della prestigiosa università. Il trasferimento a Bologna è causa e conseguenza della volontà di dedicarsi prevalentemente all'attività di editore fino ad allora subordinata a quella di libraio.

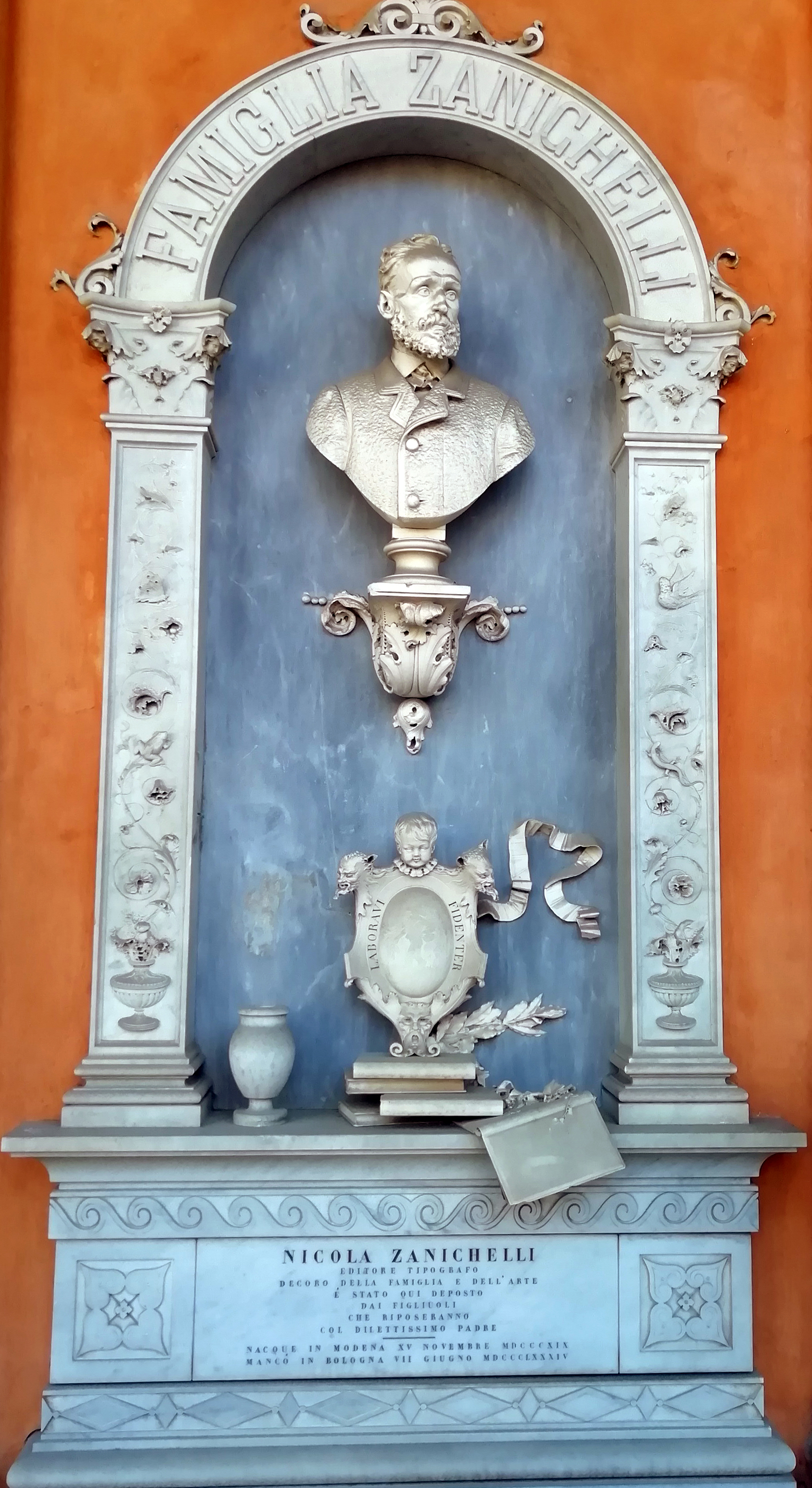
Il monumento a Nicola Zanichelli nella Certosa di Bologna

Dopo la sua morte la gestione della casa editrice passò ai figli Giacomo (morto il 21 marzo 1897) e Cesare.
È sepolto nella tomba di famiglia nel Chiostro VII della Certosa di Bologna. Il monumento a Nicola Zanichelli, opera di Alessandro Massarenti del 1886, presenta nella parte alta il busto in marmo dell'editore, mentre in basso su alcuni libri compare lo stemma della casa editrice "Laboravi fidenter", su cui posava la mano un putto rubato nel 2002. Nella cornice si intercalano piccole rane a racemi vegetali, ad indicare l'impegno della casa editrice verso il mondo scientifico.